# Maraetaha (rivière)

La rivière Maraetaha  (en anglais : Maraetaha River) est un cours d’eau de la région de  Gisborne dans l’Île du Nord de la Nouvelle-Zélande.
(en) Land Information New Zealand, « détail emplacement: Maraetaha (rivière) », sur New Zealand Gazetteer